# San Luis, Ensenada
San Luis är en ort i Mexiko.   Den ligger i kommunen Ensenada och delstaten Baja California, i den västra delen av landet, 1 800 km nordväst om huvudstaden Mexico City. San Luis ligger 534 meter över havet och antalet invånare är 7 872.
Terrängen runt San Luis är kuperad. Runt San Luis är det glesbefolkat, med 8 invånare per kvadratkilometer. Det finns inga andra samhällen i närheten. Omgivningarna runt San Luis är i huvudsak ett öppet busklandskap.